# Pungeleria valesiaria
Pungeleria valesiaria är en fjärilsart som beskrevs av Vorbrodt och Müller-rutz 1913. Pungeleria valesiaria ingår i släktet Pungeleria och familjen mätare. Inga underarter finns listade.